# Bookstagram
Bookstagram (contraction de book (« livre ») et de Instagram) est une sous-culture de personnes mettant en avant leur intérêt pour la lecture sous la forme de photos publiées sur le réseau social Instagram, utilisant généralement le hashtag #bookstagram. 

## Historique

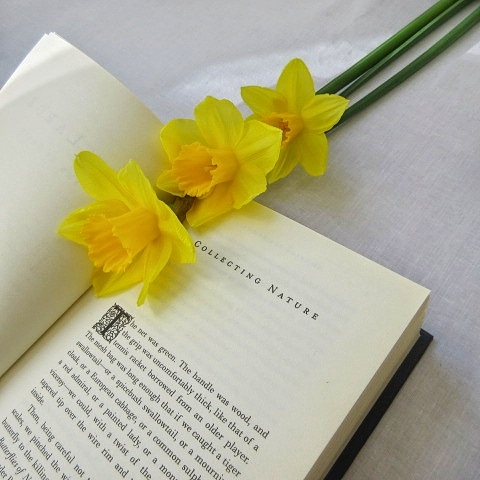
Image bookstagram montrant un livre et une fleur.

Le courant bookstagram naît d'abord d'un hashtag utilisé sur Instagram pour identifier toute photo mettant en avant un ou des objets en rapport avec la lecture. Il s'agit donc d'une alliance de la photographie et de la littérature. Avec le temps, le mouvement évolue pour qualifier non seulement la mise en avant du livre en tant qu'objet, mais également des recommandations de lecture ; souvent, les comptes bookstagram peuvent parler d'autres sujets annexes, conseillant par exemple leur librairie préférée ou un café où ils aiment lire.
Là où les industries médiatiques contemporaines, surtout la télévision, donnent la parole au lecteur professionnel et savant, Bookstagram met en avant le lectorat amateur et silencieux. Instagram se base sur une mise en scène de l'intime, représentant des pratiques ordinaires comme le repas ou le sport, et la lecture s'inscrit dans ce courant.
Le courant connaît une forte croissance pendant le confinement dû à la pandémie de Covid-19 en France, début 2020. En un mois, entre février et mars, le nombre de publications mettant en avant les livres et la lecture augmente de 31 %. D'autres hashtags sont souvent associés à celui de bookstagram : par exemple, début 2020, on compte deux millions de publications Instagram portant le hashtag #bookporn (sans connotation sexuelle).

## Caractéristiques

### Iconographie

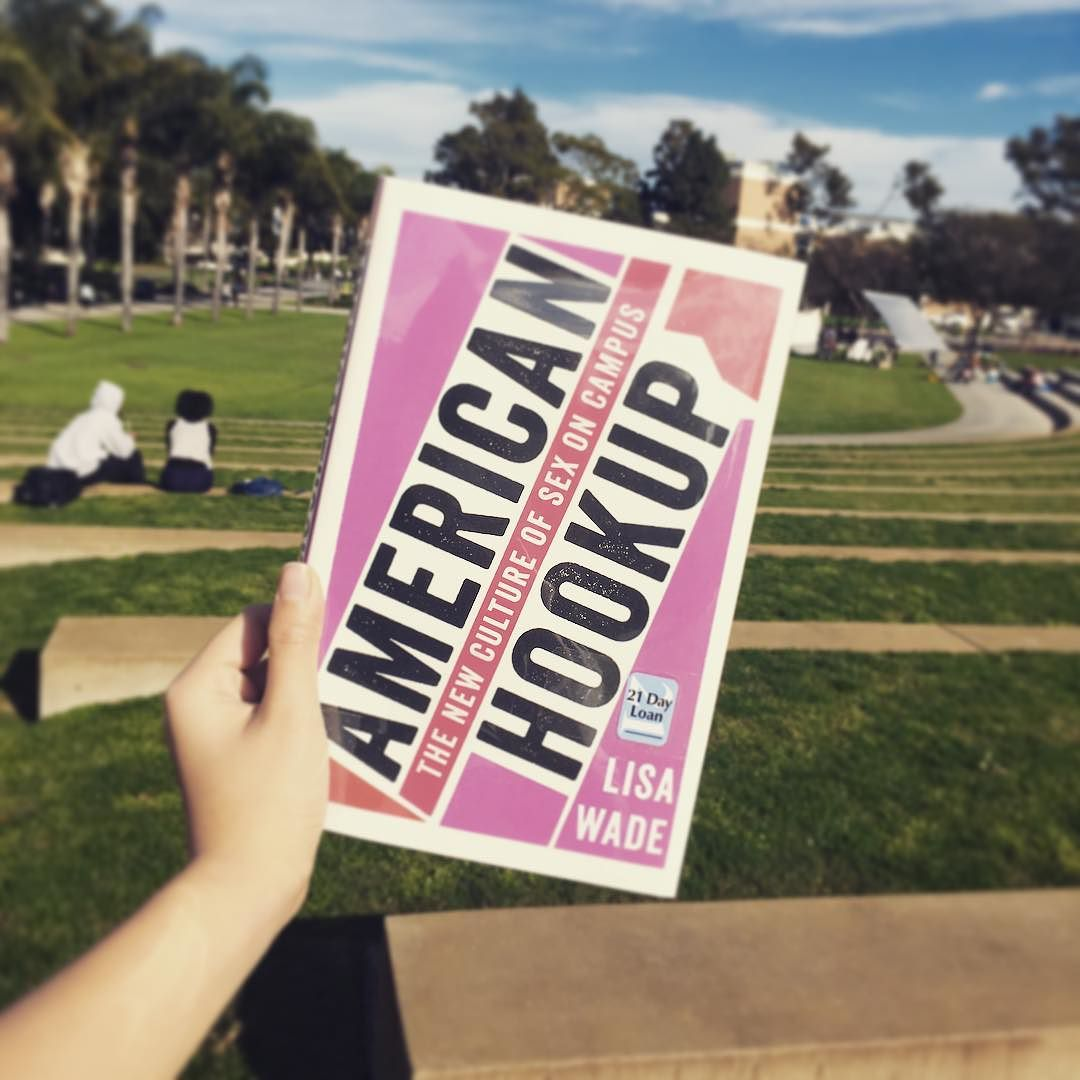
Photo Bookstagram classique d'une main tenant un livre fermé, dans un parc ensoleillé.

Les photos ne sont pas que des photos d'ouvrages : les hashtags associés aux publications mêlent littérature et style de vie ou paysages. L'auto-représentation sur Instagram permet aux lecteurs, et plus particulièrement aux lectrices, de produire leurs propres iconographies en s'éloignant de la dimension érotique souvent présente dans les représentations visuelles de femmes qui lisent.
Les photographies assimilent la lecture à une pratique privée et routinière, incluant par exemple une tasse de café ou un accoudoir de canapé dans l'image. Le corps de la lectrice ou du lecteur est traité comme un accessoire de la photo et non comme son point focal.
L'iconographie est stylisée, souvent plus retouchée que les photographies professionnelles. Les comptes bookstagram amateurs tendant à faire un usage intensif du flat lay et des gros plans sur des visages, corps ou objets tronqués, contrairement aux selfies plus faciles à retrouver en dehors du courant. Ces photos sont prises dans un but assumé de popularité et de visibilité. 

### Place de l'amateurisme
Le lectorat sur Instagram se met en scène en train de lire une littérature rarement vue comme légitime. La majorité des livres appartiennent au genre Young Adult, en dehors des espaces de reconnaissance institutionnelle,,. Il ne s'agit plus de différencier la bonne et la mauvaise littérature : c'est la littérature populaire qui est mise en avant, au-delà de potentielles considérations de qualité.
L'amateurisme est également revendiqué dans les publications et dans les interactions entre personnes faisant partie du courant. Les images sont très retouchées, mais doivent faire preuve d'authenticité. Les plus anciens comptes incitent les néophytes à s'inspirer d'eux et à reprendre leurs pratiques afin de réussir, et le courant se veut amical, encourageant les amitiés entre propriétaires de compte.

### Contenus associés
Le courant bookstagram qualifie non seulement la mise en avant du livre en tant qu'objet, mais également des recommandations de lecture ; souvent, les comptes bookstagram peuvent parler d'autres sujets annexes, conseillant par exemple leur librairie préférée ou un café où ils aiment lire. Le courant est en lien direct avec celui du BookTube, son équivalent au format vidéo sur YouTube.

## Écosystème

### Lectrices et lecteurs
Les propriétaires de comptes Bookstagram sont généralement des femmes de moins de trente ans. Elles sont souvent amatrices de littérature Young Adult.
Certaines personnes affirment se lancer dans le bookstagram avec l'intention de démocratiser la lecture, souvent considérée élitiste, et de la faire découvrir à un public jeune et parfois dégoûté par des lectures obligatoires subies en cours,.

### Maisons d'édition
Les maisons d'édition font régulièrement des partenariats avec des bookstagrammeurs et bookstagrammeuses, leur envoyant des livres gratuitement, parfois avec une rémunération supplémentaire, en échange d'un avis et d'une photo sur leur compte Instagram. C'est par exemple le cas des Éditions Albin Michel. Le partenariat est présenté comme une relation bénéfique, voire convoitée, qui ne doit cependant jamais restreindre la liberté de l'internaute, qui se doit de publier une critique sincère avec ou sans partenariats.
La relation est réciproque : les maisons d'éditions se mettent aussi à publier ce type de photos sur leurs propres comptes et un soin particulier est apporté aux couvertures de romans Young Adult afin de faciliter le partage sur les réseaux sociaux.

## Critiques
Le courant est souvent critiqué pour sa volonté de mettre en avant l'esthétique du livre plutôt que son contenu,.